# Ville de Stonnington

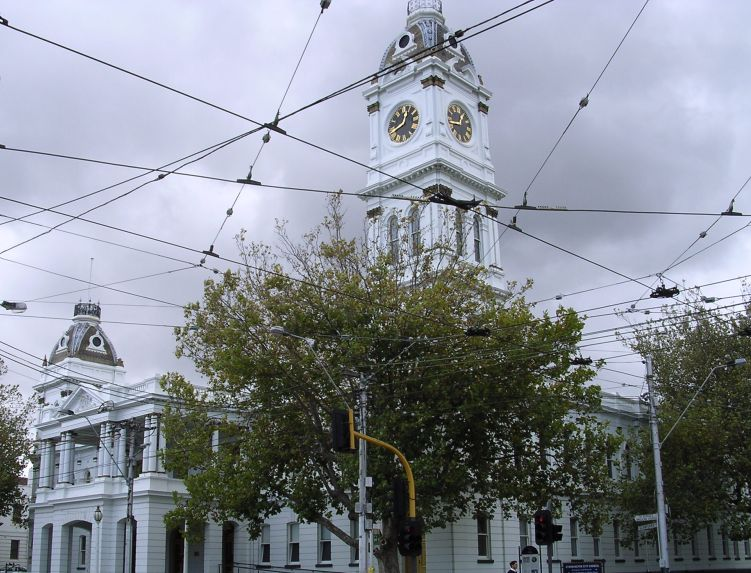
L'hôtel de ville de Stonnington.

La ville de Stonnington est une zone d'administration locale au sud-est du centre-ville de Melbourne au Victoria en Australie.

## Conseillers
La ville est divisée en trois secteurs qui élisent chacun trois conseillers :  

## Quartiers
La ville comprend les quartiers de :  
- Yarra Sud,
- Prahran,
- Windsor,
- Toorak,
- Armadale,
- Kooyong,
- Glen Iris,
- Malvern,
- Malvern Est.